# Santiago Jalahui
Santiago Jalahui är en ort i Mexiko.   Den ligger i kommunen San Juan Lalana och delstaten Oaxaca, i den sydöstra delen av landet, 400 km sydost om huvudstaden Mexico City. Santiago Jalahui ligger 281 meter över havet och antalet invånare är 717.
Terrängen runt Santiago Jalahui är kuperad åt sydväst, men åt nordost är den platt. Runt Santiago Jalahui är det glesbefolkat, med 12 invånare per kvadratkilometer. Närmaste större samhälle är Ignacio Zaragoza, 15,8 km nordväst om Santiago Jalahui. I omgivningarna runt Santiago Jalahui växer huvudsakligen savannskog.